# Chillagoe
Chillagoe is een plaats in de Australische deelstaat Queensland en telt 227 inwoners (2006).